# جو كوبر (لاعب كرة قدم بريطاني)
جو كوبر (بالإنجليزية: Joe Cooper)‏ هو لاعب كرة قدم بريطاني (وحمل سابقاً جنسية المملكة المتحدة لبريطانيا العظمى وأيرلندا) في مركز مهاجم داخلي، ولد في 27 يناير 1899 في المملكة المتحدة، وتوفي في 22 يناير 1959 في المملكة المتحدة. لعب مع شيفيلد وينزداي وغريمسبي تاون ولينكولن سيتي أف سي ونادي تشيسترفيلد ونوتس كاونتي ووست بروميتش ألبيون.